# 沃斯克雷森卡 (波洛希區)
47°27′58″N 36°22′15″E / 47.46611°N 36.37083°E
沃斯克雷森卡（烏克蘭語：Воскресенка）是位於烏克蘭東南部的村莊，由扎波羅熱州波洛希區的沃斯克雷森卡市鎮負責管轄。該村始建於1809年，面積11.97平方公里，海拔高度122米，2001年人口3,648，人口密度每平方公里304.7人。